# SG Brünn
Die SG Brünn war ein Sportverein im deutschen Reich mit Sitz in der heutzutage tschechischen Stadt Brünn.

## Geschichte
Die Fußball-Mannschaft wurde zur Saison 1944/45 in die Gauliga Böhmen-Mähren eingegliedert, dort wiederum dann in der Gruppe Mähren-Süd-West. Bedingt durch den fortschreitenden Zweiten Weltkrieg fand in dieser Saison jedoch kein Spielbetrieb mehr statt. Nach dem Krieg wurde der Verein dann auch aufgelöst.